# Daniel Friedmann
Profesor Daniel Friedmann (hebrejsky דניאל פרידמן, narozen 1936) je bývalý izraelský ministr spravedlnosti.

## Biografie
Friedmann se narodil v mandátní Palestině do rodiny, která zde žila po sedm generací. Vystudoval právo na Hebrejské univerzitě v Jeruzalémě a na Harvard University, kde získal doktorát.

### Akademická kariéra
V 60. a 70. letech působil jako profesor práva a v letech 1974 až 1978 jako děkan právnické fakulty na Telavivské univerzitě. Ve Spojených státech učil právo na Harvardu, Pennu a Fordhamu a ve Spojeném království na Queen Mary University of London.
Obdržel řadu izraelských a mezinárodních ocenění, včetně Zeltnerovy ceny, Sussmanovy ceny, Minkoffovy ceny a prestižní Izraelské ceny (1991). Publikoval množství právních článků a dohod.

### Politika a vláda
Byl členem dnes již neexistujícího Demokratického hnutí za změnu (Daš) a později se při volbách do Knesetu v roce 2003 objevil na symbolickém 120. místě kandidátní listiny jedné z nástupkyň Daše – politické strany Šinuj.
Ministrem spravedlnosti jej jmenoval 6. února 2007 tehdejší izraelský premiér Ehud Olmert. 7. února byl jednomyslně schválen kabinetem a Knesetem a téhož dne složil přísahu.
Počáteční reakce na jeho jmenování byly smíšené, ale komentátoři se shodují, že je Friedmann silným kritikem izraelského soudnictví. V minulosti se zmínil o možnosti reformy systému, v němž se soudy odvolávají k vrchnímu soudu.